# 扎库列伊市镇
扎库列伊市镇（俄语：Муниципальное образование «Закулей»）是俄罗斯联邦伊尔库茨克州努库茨基区所属的一个市镇。其下辖有2个居民点，行政中心为扎库列伊。据2016年统计，该市镇的人口为1081人。